# Fayette (Alabama)
Fayette é uma cidade localizada no estado americano do Alabama, no Condado de Fayette.

## Demografia
Segundo o censo americano de 2000, a sua população era de 4922 habitantes.
Em 2006, foi estimada uma população de 4719, um decréscimo de 203 (-4.1%).

## Geografia
De acordo com o United States Census Bureau, a localidade tem uma área de 22,4 km², dos quais 22,2 km² cobertos por terra e 0,2 km² cobertos por água. Fayette localiza-se a aproximadamente 307 m acima do nível do mar.

## Localidades na vizinhança
O diagrama seguinte representa as localidades num raio de 32 km ao redor de Fayette.